# サンタ語
サンタ語あるいは東郷語（普通話：东乡语、ピン音：Dōngxiāngyǔ）は、甘粛省臨夏回族自治州および新疆ウイグル自治区イリ・カザフ自治州に居住する東郷族が使用するモンゴル諸語の言語。

## 発音
モンゴル語に存在する母音調和も母音の長短による区別も存在しない。

## 表記法
歴史上アラビア語からの知識が東郷族の間に広まり、回族が小児経を使用したようにアラビア文字を使用していたが、民衆の間ではあまり使用されなかった。また、2003年に土語の土文方案と同じくピン音に基づいたラテン文字の正書法が完成したが、実験段階の域を出ていない。

## 参考
- 聶鴻音（2003）著《中国少数民族語言》，北京，語文出版社 ISBN 978-7-80184-780-5。